# Nożyno
Nożyno (kaszub. Nożëno; niem. Groß Nossin) – wieś kaszubska w Polsce, położona w województwie pomorskim, w powiecie bytowskim, w gminie Czarna Dąbrówkal przy drodze wojewódzkiej nr  i nad rzeką Skotawą. 
Znajduje się tu placówka Ochotniczej Straży Pożarnej.
Wieś stanowi sołectwo gminy Czarna Dąbrówka.

## Historia
Słownik geograficzny Królestwa Polskiego opisuje Nożyno (nazwa niemiecka Gross Nossin) jako dobra rycerskie oraz wieś ze stacją pocztową i telegraficzną w powiecie słupskim, od Bytowa, gdzie stacja  kolejowa odległego o 17 km. Dobra obejmowały łącznie 1930 ha, w końcu XIX wieku funkcjonowały tu: cegielnia, gorzelnia, szklana huta i piec wapienny. Tutejszy okręgowy urząd Stanu cywilnego, rejestrował w 1880 roku 1501 dusz.
W latach 1945–1954 siedziba gminy Nożyno, następnie do 1959, gromady Nożyno, po jej zniesieniu w gromadzie Czarna Dąbrówka, której przed 1965 r. siedzibę przeniesiono do Nożyna nadając jej nazwę Nożyno, od 1972 r. znowu przeniesiono siedzibę i nazwę gromady na Czarna Dąbrówka (gromada w powiecie słupskim). Po reformie administracji w 1973 r. wieś należy do gminy Czarna Dąbrówka. W latach 1975–1998 wieś administracyjnie należała do województwa słupskiego.